# Профессиональное объединение
Профессиональное объединение — общественная организация, сформированная по профессиональному признаку и защищающая как интересы представителей профессии, так и общественные интересы, связанные с соответствующей профессиональной деятельностью.
Профессиональное объединение может брать на себя функции управления профессиональным сообществом или контроля за профессиональной деятельностью в своей сфере. Профессиональное объединение сталкивается в своей работе с двумя противоречащими друг другу целями: с одной стороны, оно должно отстаивать интересы профессии, с другой стороны, вводить стандарты, регламенты и ограничения и преследовать их нарушителей.
Многие профессиональные объединения участвуют в разработке и осуществлении программ профессиональной подготовки и повышения квалификации, осуществляют профессиональную сертификацию представителей профессии. В некоторых случаях право на профессиональную деятельность даёт само членство в профессиональном объединении.
Лидером по числу профессиональных объединений являются США. Здесь также получило распространение явление «профессионализации» — превращения набора навыков и компетенций в профессию.
В России к профессиональному объединению могут быть отнесены, например, саморегулируемые организации.
Во франкоязычных странах помимо профессиональных объединений действуют межпрофессиональные, в которые входят несколько участников единой производственной цепочки в сельском хозяйстве.
В США под видом профессиональных ассоциаций также действуют коммерческие профессиональные корпорации.